# أنجيل غوميز
أنجيل غوميز (بالإنجليزية: Angel Gomes) (ولد في 31 أغسطس 2000) هو لاعب كرة قدم إنجليزي لعب مع مانشستر يونايتد كلاعب خط وسط بعدها انتقل لـنادي ليل الفرنسي و انتقل بعد ذلك لـنادي بوافيشتا البرتغالي على سبيل الإعارة.

## وصلات خارجية
- أنجيل غوميز على موقع الاتحاد الأوربي (الإنجليزية)
- أنجيل غوميز على موقع إي إس بي إن إف سي (الإنجليزية)
- أنجيل غوميز على موقع قاعدة بيانات كرة القدم.إي يو (الإنجليزية)
- أنجيل غوميز على موقع ليكيب (الفرنسية)
- أنجيل غوميز على موقع ناشيونال فوتبول تيمز (الإنجليزية)
- أنجيل غوميز على موقع Soccerbase.com (لاعب) (الإنجليزية)
- أنجيل غوميز على موقع Soccerway.com (الإنجليزية)
- أنجيل غوميز على موقع عالم كرة القدم.نت (الإنجليزية)
- أنجيل غوميز على موقع كووورة
- أنجيل غوميز على موقع AS.com (الإسبانية)